# ۸۸۹ (قمری)
۸۸۹ (قمری)، هشتصد و هشتاد و نهمین سال در گاهشماری هجری قمری است. اول محرم این سال برابر با هشتم فوریه سال ۱۴۸۴ میلادی است.